# Eucera suavis
Eucera suavis är en biart som först beskrevs av Cresson 1878.  Eucera suavis ingår i släktet långhornsbin, och familjen långtungebin. Inga underarter finns listade i Catalogue of Life.